# Chandler Vaudrin
Chandler Reed Vaudrin (Uniontown, Ohio; 26 de junio de 1997) es un baloncestista estadounidense queactualmente se encuentra sin equipo. Con 2,01 metros de estatura, juega en la posición de escolta.

## Trayectoria deportiva

### Universidad
Jugó dos temporadas en los Walsh Cavaliers de la División II de la NCAA. Como freshman, promedió 6,7 puntos y 7,8 rebotes por partido. El 10 de febrero de 2018, registró 16 asistencias, una récord de la Great Midwest Athletic Conference, en una victoria por 102-68 sobre Kentucky Wesleyan. En su segunda temporada promedió 15,5 puntos, 9,3 rebotes, 7,5 asistencias y 2,3 robos por partido, liderando todas las divisiones del baloncesto universitario con cuatro triples-dobles. Fue incluido en el mejor quinteto de la GMAC.
Fue entonces transferido a los Eagles de la Universidad Winthrop de la División I de la NCAA, teniendo que pasar un año en blanco debido a las normativas de traspasos. Jugó dos temporadas, en las que promedió 10,5 puntos, 6,5 rebotes, 6,3 asistencias y 1,2 robos por partido. Al término de su segunda temporada fue elegido Jugador del Año de la Big South Conference e incluido en el mejor quinteto de la misma.

### Profesional
Tras no ser elegido en el Draft de la NBA de 2021, firmó un contrato con los Cleveland Cavaliers para disputar la pretemporada. Se rompió el ligamento cruzado anterior durante un partido de la Liga de Verano contra los New Orleans Pelicans.
Tras un año en blanco a causa de la grave lesión, el 24 de octubre de 2022 se unió a la pretemporada de los Cleveland Charge de la NBA G League. Jugó una temporada en la que promedió 4,7 puntos, 4,0 rebotes y 3,1 asistencias por partido.
El 27 de mayo de 2023 firmó con los Edmonton Stingers de la Canadian Elite Basketball League.
El 30 de octubre de 2023, Vaudrin se unió al Motor City Cruise.